# Iwaki
Iwaki (japanska: いわき市?, Iwaki-shi) är en stad i Fukushima prefektur i Japan. Staden fick stadsrättigheter 1966 och 
har sedan 1999
status som speciell stad (japanska: 特例市?, Tokureishi) enligt lagen om lokalt självstyre.